# Mahmud Ahmadinezhad
Mahmoud Ahmadinejad (tiếng Ba Tư: محمود احمدی‌نژاد, Mahmud Ahmadinežâd mæhˈmuːd æhmædiːneˈʒɒːd; sinh ngày 28 tháng 10 năm, 1956) là tổng thống thứ sáu của Cộng hòa Hồi giáo Iran trong giai đoạn 2005-2013. Ông trở thành tổng thống ngày 6 tháng 8 năm 2005 sau chiến thắng trong bầu cử tổng thống Iran năm 2005 và tái đắc cử năm 2009 trong một cuộc bầu cử gây nhiều tranh cãi. Trước khi trở thành tổng thống, Ahmadinejad là thị trưởng của thành phố Tehran, ông đã từng tham gia trong Chiến tranh Iran-Iraq, là thành viên của Lực lượng Vệ binh Cách mạng Iran. Ông là tổng thống; tuy nhiên, theo điều 113 của hiến pháp Cộng hoà Hồi giáo Iran, ông có ít quyền lực hơn Lãnh đạo Tinh thần Tối cao Iran, Ayatollah Ali Khamenei, đồng thời là tổng tư lệnh quân đội Iran, người có tiếng nói quyết định trong tất cả các chính sách đối ngoại cũng như đối nội .
Ahmadinejad chỉ trích Hoa Kỳ và Israel, đẩy mạnh mối quan hệ với Nga, Venezuela, Syria, và nhóm các quốc gia quanh Vịnh Ba Tư . Ông luôn cho rằng chương trình hạt nhân của Iran vì mục đích hoà bình và từ chối yêu cầu chấm dứt làm giàu urani của Hội đồng Bảo an Liên hợp quốc .
Theo một bản dịch bài diễn văn bị chính quyền Iran cho là không chính xác, Ahmadinejad kêu gọi giải tán quốc gia Israel. Ông cũng kêu gọi bầu cử tự do trong khu vực. Ông tin rằng người Palestine cần một tiếng nói mạnh mẽ hơn trong tương lai của khu vực.
Một trong những phát ngôn gây tranh cãi nhất của Ahmadinejad là một tuyên bố, mà theo như bản dịch của Đài phát thanh Cộng hòa Hồi giáo Iran, ông kêu gọi "đế chế chiếm đóng" phải bị "xóa ra khỏi bản đồ," mặc dù bản dịch và sự diễn dịch phát ngôn đang bị tranh cãi. Ông cũng bị chỉ trích vì đã mô tả nạn diệt chủng Do Thái là hoang đường, khiến ông bị buộc tội là bài Do Thái; cách diễn dịch lời nói này cũng bị tranh cãi. Đáp lại những lời chỉ trích này, Ahmadinejad nói "Không, tôi không chống lại người Do Thái, tôi rất tôn trọng họ". Ahmadinejad cũng làm rõ, "Tôi không nói rằng nó [Nạn diệt chủng Do Thái] hoàn toàn không xảy ra. Nó không đúng với điều mà tôi muốn nói."

## Tiểu sử
Ahmadinejad có tên khai sinh Mahmoud Saborihijan, xuất thân là con trai thợ rèn, sinh ngày 28-10-1956 tại làng Aradan, vùng Garmsar, Iran. Khi gia đình chuyển sang Narmak tại Nam Iran để kiếm sống thì Saborihijan đổi tên thành Ahmadinejad.
Năm 1976, Ahmadinejad đậu vào Đại học Quốc gia, ghi tên học Đại học Khoa học và Kỹ thuật Iran (IUST) ở Tehran. Tới năm 1986 Ahmadinejad lấy được bằng Thạc sĩ.
Ahmadinejad bắt đầu con đường chính trị khi làm Thống đốc Maku và Khoy thuộc Tây Azerbaijan những năm 1980. Cuối cùng ông trở thành cố vấn cho Thống đốc Kurdistan trong 2 năm. Từ 1993-1997 ông được chỉ định là Thống đốc tỉnh Arbadil. Năm 1997 ông lấy được bằng tiến sĩ. Năm 1997, ông bị mất chức và buộc phải quay lại công việc dạy học.
Năm 2003, ông trở lại chính trường khi được bổ nhiệm làm Thị trưởng Tehran. Ông đã có nhiều thành tích trong quãng thời gian này nhưng đơn giản ông chỉ giữ lại những cải cách từ những Thị trưởng thuộc phe ôn hòa trước đó.

## Trong chiến tranh Iran-Iraq
Một số chi tiết về cuộc đời Ahmadinejad những năm 80 không được công bố. Theo một số người kể lại thì ông đã từng tham gia Vệ binh Cách mạng Hồi giáo Iran chống lại lực lượng của chính quyền Saddam Hussein tại Iraq và phục vụ công tác tình báo và an ninh trong chiến tranh Iran-Iraq. Tuy nhiên phụ tá của ông nói rằng Ahmadinjad chưa từng tham gia Vệ binh hồi nào.

## Bắt cóc con tin trong sứ quán Mỹ
Năm 2005 báo New York Times có đăng bài viết về việc Ahmadinjad từng tham gia bắt cóc con tin tại Đại sứ quán Mỹ ở Tehran năm 1979. Dù ông Ahmadinejad phủ nhận chuyện ông có tham gia vụ này nhưng nhiều con tin đã nhận ra ông đã đóng vai chính trong việc bắt giữ họ. William J. Daugherty, cựu nhân viên tình báo, Đại tá Charles Scott, sĩ quan chỉ huy Donald Sharer, Trung tá David Roeder và người lính Thủy quân Lục chiến Hoa Kỳ Kevin Hermening là những người nhớ rất rõ Ahmadinejad đã trực tiếp dính líu vào vụ bắt cóc và giám sát việc hỏi cung họ. Trung tá Roeder còn nhớ như in việc ông Ahmadinejad đã hăm dọa sẽ bắt cóc luôn cả con trai của ông.

## Cuộc sống và gia đình
Ahmadinejad có ba con, 2 trai 1 gái. Một trong số con trai ông từng học Đại học Kỹ thuật Amirkabir. Những người ủng hộ Ahmadinejad nói ông là người "giản dị" và "khiêm tốn". Việc ông tổ chức họp Nội các lần đầu trong đền thờ Hồi giáo được coi là "ngoan đạo".

## Các phát biểu chỉ trích và bị chỉ trích

### Năm 2006
Phát biểu trước Đại hội đồng LHQ tháng 9/2006, Tổng thống W.Bush đã gửi một thông điệp tới nhân dân Iran với nội dung: "Nước Mỹ không thích gây chiến nhưng chính Iran đã từ chối sự tự do dân chủ của mình bằng việc sử dụng tài nguyên quốc gia để làm giàu các phương tiện chiến tranh". Chỉ vài giờ sau, cũng trên cùng một bục phát biểu, Ahmadinejad đã chỉ trích Mỹ và các nước đồng minh thâu tóm quyền lực của 15 nước thành viên Hội đồng Bảo an để buộc Iran ngừng chương trình làm giàu Uranium vì mục đích hòa bình.
Tháng 10/2006, Tổng thống Iran đã gọi các quan chức Israel là "một nhóm khủng bố" và cảnh cáo bất cứ nước nào ủng hộ Tel Aviv khi Thủ tướng Israel là ông Ehud Olmert dọa Tehran sẽ "phải trả giá" nếu không từ bỏ tham vọng hạt nhân. Ngoài lời cảnh báo cứng rắn liên quan đến vấn đề hạt nhân, giới chức Israel còn buộc tội Iran đã chi khoản tiền 50 triệu USD cho thủ lĩnh nhóm Hamas Khaled Mashaal, nhằm gây khó khăn cho thỏa thuận về việc trả tự do cho một binh sĩ Do Thái bị chiến binh Hamas bắt làm tù binh hồi tháng 6.
Ngay sau đó, Tổng thống Iran Mahmoud Ahmadinejad tuyên bố trong một cuộc mít tinh của hàng trăm nghìn người ở Tehran rằng, những người Hồi giáo trên khắp thế giới sẽ báo thù những quốc gia nào ủng hộ Israel chống lại người Palestine. Ông cho rằng, ban lãnh đạo Israel là "một nhóm khủng bố" đang được Mỹ cùng đồng minh sử dụng.

### Năm 2007

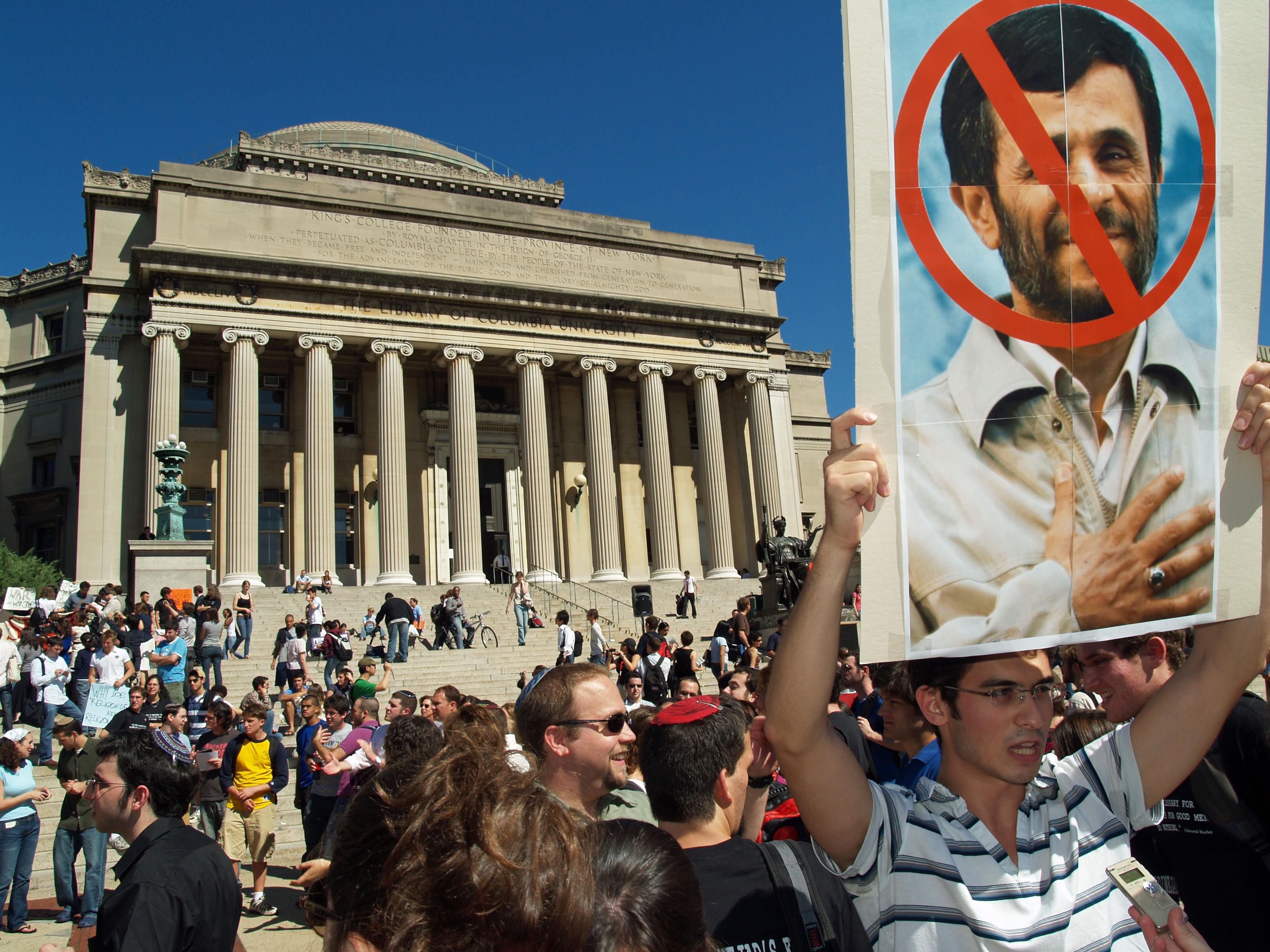
Biểu tình phản đối Ahmadinejad tại đại học Columbia năm 2007

Tháng 9/2007, Ahmadinejad, sau khi đụng đầu lớn với cử tọa tại viện đại học Columbia khi bênh vực những người đòi xét lại việc có hay không có Holocaust và nêu lên nghi vấn ai là người thực hiện vụ 11/9 đã đọc diễn văn tại Liên Hợp Quốc. Khi xuất hiện tại Columbia, lúc được hỏi về chương trình hạch nhân của Iran thì Ahmadinejad một mực nói là chỉ đeo đuổi với mục tiêu hòa bình, hợp pháp và hoàn toàn nằm trong quyền hạn của Iran mặc dầu bị các thế lực "độc tôn", "ích kỷ" thọc gậy bánh xe. Ông ta nói thêm: "Tại sao người khác thì được còn chúng tôi thì lại không?"
Chủ tịch viện đại học Columbia, ông Lee Bollinger đã cho rằng:"Ông tổng thổng đã hiện nguyên hình là một tên độc tài hèn hạ và tàn ác".
Khi được hỏi tại sao Ahmadinejad lại xin tới viếng địa điểm World Trade Center và đã bị từ chối – ông trả lời là muốn bày tỏ cảm tình với nạn nhân của vụ tấn công 9/11 rồi lại có ý thắc mắc liệu có nên nhận là Al-Quaeda phải chịu trách nhiệm hay không và nói rằng cần phải nghiên cứu thêm. Tổng thống Bush nói sự xuất hiện của Ahmadinejad đã nói lên một cách vô cùng hùng hồn sự vĩ đại của Mỹ Quốc. Tổng thống cũng nói thêm rằng nếu ông Bollinger xem việc mời Ahmadinejad như một kinh nghiệm giáo dục thì cũng tốt nhưng Thượng nghị sĩ Joseph Lieberman của tiểu bang Connecticut thì nói rằng việc mời Ahmadinejad là một sai lầm "vì y chỉ đến với hai bàn tay vấy những máu chứ có gì khác nữa đâu".

### Năm 2008

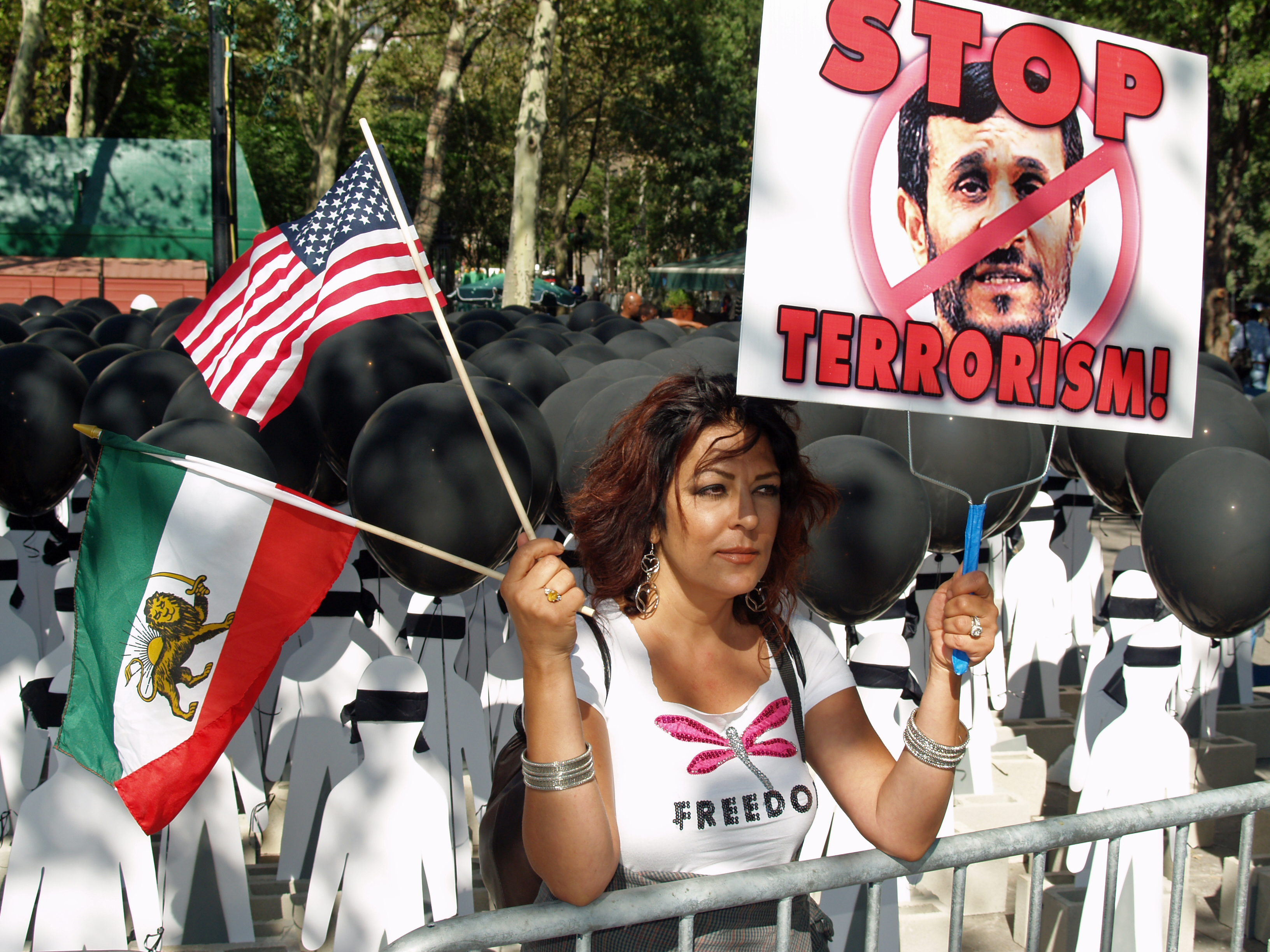
Ông Ahmadinejad bị phản đối ở trụ sở Liên Hợp Quốc năm 2008

Vào đúng dịp Israel tổ chức lễ kỷ niệm 60 năm ngày thành lập nước năm 2008, Đài truyền hình Iran đã dẫn lời Tổng thống Mahmoud Ahmadinejad rằng chính quyền Israel là một xác chết thối rữa: "Những ai nghĩ rằng việc tổ chức lễ kỷ niệm có thể làm sống lại những xác chết đã thối rữa của chế độ bịp bợm và tiếm quyền Israel thì họ đã lầm. Những tên tuổi người tham gia lễ kỷ niệm này sẽ được coi là những kẻ phạm tội".
Mahmoud Ahmadinejad phát biểu trước các nghị sĩ đảng bảo thủ nước này và lên án lễ kỷ niệm ngày quốc khánh của Israel, nơi có nhiều vị khách mời là các nhà lãnh đạo quốc tế: "Chính quyền Israel chỉ là một con chuột chết trong sự kiệt sức mà thôi"

### Năm 2009 đến nay
Hội nghị quốc tế chống phân biệt chủng tộc của Liên Hợp Quốc diễn ra ngày 20/4/2009 tại Geneva (Thụy Sĩ) cũng đã rơi vào tình trạng hỗn loạn khi Tổng thống Iran Mahmoud Ahmadinejad có bài phát biểu với lời lẽ buộc tội chính quyền Israel là "hoàn toàn phân biệt chủng tộc".
Mở đầu là đại sứ Anh, Pháp, Tây Ban Nha và tiếp đến là đại diện 23 đoàn ngoại giao Liên minh châu Âu (EU) đã bỏ hội nghị ra ngoài ngay khi Ahmadinejad bắt đầu bài phát biểu dài 10 phút. Những đại diện này cảnh báo sẽ rời bỏ diễn đàn nếu ông Ahmadinejad tiếp tục đưa ra những lời cáo buộc mang tính bài Do Thái tại hội nghị.
Tổng Thư ký Liên Hợp Quốc Ban Ki-moon, trước đó chỉ trích một số nước tẩy chay hội nghị, cũng cáo buộc những lời lẽ của ông Ahmadinejad, cho rằng Iran đã phá vỡ mục tiêu của hội nghị bằng cách gây bất đồng ngay từ ngày đầu khai mạc. Ông Ban Ki-moon lấy làm tiếc về bài phát biểu của nhà lãnh đạo Iran gây chia rẽ, thậm chí kích động tại Hội nghị chống phân biệt chủng tộc. Phó đại diện thường trực của Mỹ tại LHQ, ông Alejandro Wolff lên án bài diễn văn mà ông cho là "ghê tởm và đáng coi thường". Ông nói: "Chúng tôi kêu gọi nhà lãnh đạo Iran nên tỏ ra chừng mực, khiêm tốn hơn, chân thật và mang tính xây dựng hơn trong cách hành xử của mình khi giải quyết các vấn đề trong khu vực".
Đúng như dự đoán của các nước, bài diễn văn của Ahmadinejad một lần nữa khiêu khích Israel, cho rằng nước này là nơi "tàn ác nhất và phân biệt chủng tộc mạnh nhất". Lập tức, các đại diện đến từ EU bỏ ra ngoài phòng hội nghị.
Tổng thống Pháp Nicolas Sarkozy kịch liệt lên án bài diễn văn trên, đồng thời kêu gọi EU có thái độ cương quyết với Iran. Đây cũng là lý do khiến các nhóm Do Thái và Israel không có mặt vì không muốn lặp lại những gì ở Durban năm 2001 cũng như muốn tỏ rõ thái độ với ông Ahmadinejad, người từng tuyên bố "gạch tên Israel ra khỏi bản đồ".
Ahmadinejad lên án việc lập quốc Israel năm 1948 và gọi đó là sự thành lập 'một chế độ tàn ác, đàn áp và phân biệt chủng tộc nhất' viện cớ 'sự đau khổ của người Do Thái'. Các nhà ngoại giao châu Âu đả kích các nhận định vừa kể là quá đáng, bài Do Thái và kích động lòng thù hận.
Một phát ngôn viên của Cao ủy trưởng tỵ nạn Liên hiệp quốc Navi Pillay nói rằng "bài phát biểu này hoàn toàn không thích hợp tại một hội nghị nhằm khích lệ sự đa dạng và khoan dung". Những người la ó phản đối Ahmadinejad liên tục gây gián đoạn cho các phát biểu của nhà lãnh đạo Iran. Nhân viên an ninh đã lôi nhiều người biểu tình đội tóc giả nhiều màu ra khỏi phòng. Một trong những người này, vừa la ó "đồ kỳ thị chủng tộc", vừa ném một vật mềm màu đỏ vào ông Adhmadinejad, trúng vào bục sân khấu.
Ngày 5/8, trong lễ nhậm chức nhiệm kỳ Tổng thống lần 2 của Ahmadinejad, hàng trăm người biểu tình hô khẩu hiệu tiêu diệt độc tài trước khi lực lượng an ninh với dùi cui và hơi cay tràn tới giải tán đám đông gần nghị viện. Một số người biểu tình mặc áo thung đen để nói lên hình ảnh của sự tang tóc trong khi những người khác mặc áo xanh, màu của phong trào đối lập. Một phụ nữ trung niên cầm một biểu ngữ cảnh cáo rằng nếu giới lãnh đạo Iran không nghe theo đòi hỏi của dân chúng, họ sẽ chịu chung số phận với vua Shah Mohammad Reza Pahlavi, người bị lật đổ trong cuộc cách mạng Hồi giáo năm 1979.
Ngày 3 tháng 6 năm 2010, ông đã lên án Hoa Kỳ về sự kiện 911 là cái cớ giả tạo của Mỹ để nhằm gây chiến khủng bố Iraq.

## Chính sách
Tổng thống Iran Mahmoud Ahmadinejad đã ra lệnh cấm tất cả âm nhạc phương Tây trên các đài phát thanh và đài truyền hình nhà nước của Iran, theo đó cấm tất cả các loại hình âm nhạc phương tây, trong đó có cả nhạc cổ điển. Hành động này gợi nhớ lại cuộc cách mạng đạo Hồi năm 1979, khi âm nhạc bị coi như một thứ "chống lại đạo Hồi" dưới thời Ayatollah Ruhollah Khomeini. Mặc dù vậy, âm thanh những bản nhạc hip-hop vẫn có thể được nghe từ những chiếc xe hơi chạy trên đường phố thủ đô Tehran và trên các kênh âm nhạc quen thuộc của Iran. Tay chơi đàn ghi-ta Iran Babak Riahipour đã than thở với điều mà ông gọi là một quyết định kinh khủng: "Quyết định này cho thấy sự thiếu am hiểu và trải nghiệm".
Về những chính sách xã hội, trong nhiệm kỳ tổng thống của mình, Ahmadinejad đã thi hành kế hoạch điều phối xăng dầu để giảm lượng tiêu thụ nhiên liệu của đất nước. Ông cũng tiến hành cắt giảm tỷ lệ lãi suất mà các ngân hàng tư nhân và nhà nước được phép đưa ra. Ông ban hành một chỉ thị, theo đó Tổ chức Quản lý và Kế hoạch phải được sáp nhập vào chính phủ.
Cũng trong nhiệm kì đầu của ông Ahmadinejad, lạm phát đã tăng 15% trong năm 2005 và 25% trong năm 2009. Trước đây, ông đắc cử với lời hứa sẽ đưa thu nhập từ dầu tới cho mọi gia đình của Iran, xóa đói nghèo và giải quyết vấn đề lạm phát và thất nghiệp nhưng nền kinh tế nước này đang vấp phải các vấn đề như quản lý không hiệu quả, lạm phát tăng và ảnh hưởng của các lệnh trừng phạt quốc tế dù Iran có trữ lượng dầu và khí đốt lớn. Về khả năng của Ahmadinejad, nhà bình luận Philip Bowring cho rằng so với Đặng Tiểu Bình năm 1989 thì ông Admadinejad kém hơn nhiều. Philip Bowring cũng nhận định Ahmadinejad là một kẻ "mỵ dân thô sơ với hiểu biết rất mỏng về kinh tế".

## Bầu cử tổng thống năm 2009

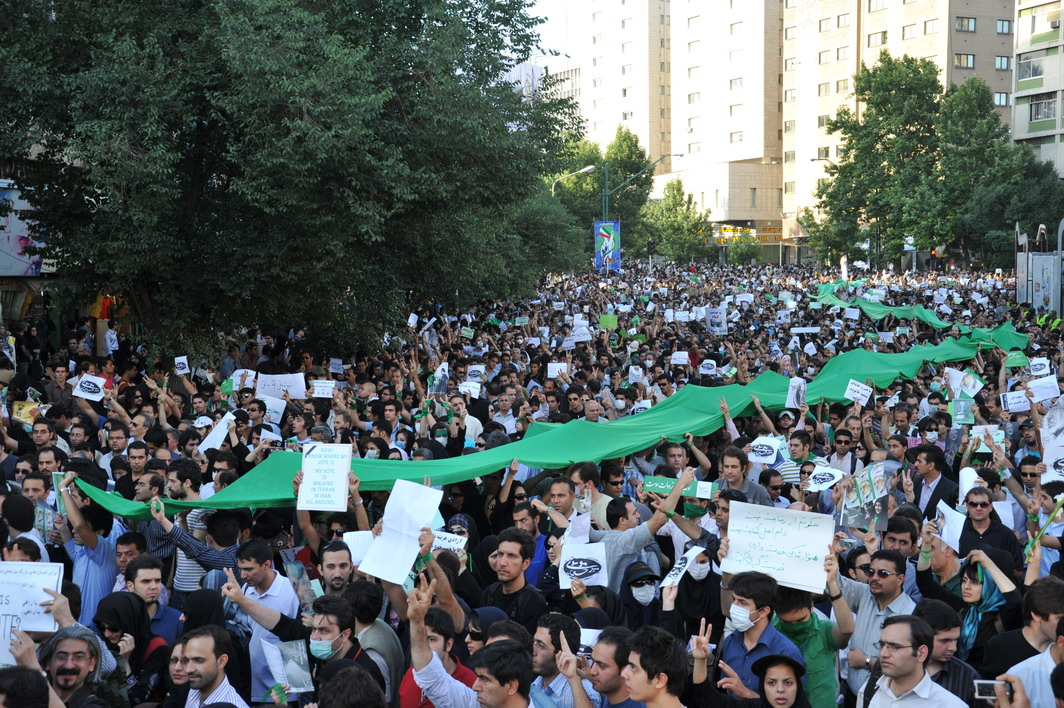
Biểu tình phản đối chính phủ Ahmadinjad tại Iran ngày 16 tháng 6 năm 2009

Theo cơ quan bầu cử của Iran, trong tổng số phiếu là 39.165.191 trong cuộc bầu cử tổng thống lần thứ 10 tại Iran vào ngày 12 tháng 6 năm 2009, Ahmadinejad đã giành được 24.527.516 phiếu, chiếm 62,63% số phiếu bầu, còn đối thủ chính của ông, Mir-Hossein Mousavi, chỉ có 13.216.411 (33,75%) số phiếu ủng hộ.
Tổng thống Iran Mahmoud Ahmadinejad và lãnh tụ Hồi giáo Ayatollah Ali Khamenei nói kết quả bầu cử là tự do và trung thực trong khi ông Mir Hossein Mousavi, ứng cử viên theo phe cải cách cho rằng cuộc bầu cử và kiểm phiếu có gian lận . 2 người còn lại cũng tán đồng ý kiến với ông Mousavi. Cơ quan lập pháp cao nhất Iran nói họ đang phải điều tra 646 đơn khiếu nại của ba ứng viên thất cử trong cuộc bầu cử Tổng thống trong khi ngày càng có thêm các nhà hoạt động, chính trị gia và các phóng viên bị bắt lúc các cuộc biểu tình tiếp diễn. Hàng trăm ngàn người ủng hộ phe đối lập đã đổ ra các đường phố thủ đô Tehran của Iran để phản đối kết quả cuộc bầu cử  và chính quyền Iran đã đem cảnh sát đến đàn áp.
Một quan chức Israel cho biết chiến thắng của ông Mahmoud Ahmadinejad là "rất đáng lo ngại" đối với Israel. Ông này nói: "Đây là một diễn biến rất đáng lo ngại, vì ông Ahmadinejad là ứng cử viên hiếu chiến nhất, và điều này có thể sẽ chỉ dẫn Iran tới một cuộc đối đầu với thế giới phương Tây". Thứ trưởng Ngoại giao Israel, ông Danny Ayalon, cho rằng kết quả bầu cử tại Iran cho thấy mối đe dọa của Iran đối với thế giới ngày càng trở nên mạnh mẽ hơn. Chính phủ Mỹ ngày 13/6/2009 đã tuyên bố đang điều tra về những cáo buộc gian lận bầu cử và không công nhận việc Ahmadinejad thắng thêm 1 nhiệm kỳ 4 năm.

## Không bất đồng ý kiến với lãnh đạo tối cao
Ngày 31 tháng 7 năm 2009, Mahmoud Ahmadinejad phản pháo lại thành phần bảo thủ từng ủng hộ ông bằng cách khẳng định là không hề có bất đồng ý kiến gì với nhân vật lãnh đạo tối cao của Iran, người mà ông nói rằng coi như cha. Cuộc tranh chấp gay gắt với phía bảo thủ đã tạo sự bất ổn trong chính phủ Ahmadinejad vào lúc mà ông phải đối phó với sự chống đối của phía đối lập đòi cải cách dân chủ, cáo buộc rằng chiến thắng của ông Ahmadinejad trong cuộc bầu cử tổng thống ngày 12 tháng 6 năm 2009 là nhờ sự gian lận có hệ thống và nói rằng chính phủ lúc này không có sự chính thống.
Phía bảo thủ đã bày tỏ sự nghi ngờ về lòng trung thành của ông Ahmadinejad với Lãnh đạo Tối cao Giáo chủ Ayatollah Ali Khamenei vì cuộc tranh chấp liên quan đến nhân vật ông Ahmadinejad đề cử vào chức vụ đệ nhất phó tổng thống vào giữa tháng 7 năm 2009. Phía bảo thủ giận dữ trước việc ông Esfandiar Rahim Mashai được cử giữ chức vụ này vì trước đây ông từng có lời phát biểu rằng Iran và Israel có thể là bạn. Mashai cũng là cha vợ của con trai ông Ahmadinejad. Giáo chủ Khamenei ra lệnh bãi chức ông Mashai nhưng Ahmadinejad trì hoãn trong nhiều ngày, cố giữ ông Mashai trong chức vụ này. Hành động của ông Ahmadinejad bị phía bảo thủ coi là 'ngoan cố' và đưa đến những lời đe dọa nặng nề khác. Tổng thống Ahmadinejad sau cùng phải nhượng bộ nhưng lại bổ nhiệm Mashai làm chánh văn phòng của mình.
Trong bài diễn văn đọc ngày 31 tháng 7 năm 2009 tại Mashhad, một thành phố ở về phía Đông Bắc Iran, Ahmadinejad nói rằng "một số người trong những ngày gần đây đã coi mối quan hệ giữa lãnh đạo tối cao và chính phủ là có sự ngờ vực, họ muốn ám chỉ rằng có sự xa cách và rạn nứt."
"Điều họ không hiểu là mối quan hệ giữa chúng tôi và lãnh đạo tối cao đi xa hơn chính trị và chính quyền. Mối quan hệ này dựa trên tình thân, về tư tưởng, và cũng giống như giữa cha với con," ông nói trong bài diễn văn, một phần được loan tải trên hệ thống truyền thông nhà nước. Thành phần bảo thủ cứng rắn đã liên tiếp cảnh cáo Ahmadinejad rằng sự chính thống của ông sẽ bị nghi ngờ nếu không nghe lời Giáo chủ Khamenei và đòi hỏi ông phải cộng tác với họ khi thành lập chính phủ.

## Khamenei công nhận
Ngày 3 tháng 8 năm 2009, Giáo chủ Ali Khamenei chính thức công nhận Ahmadinejad đắc cử nhiệm kỳ thứ nhì trong một buổi lễ nhằm chứng tỏ sự đoàn kết trong thành phần lãnh đạo quốc gia này nhưng đã bị tẩy chay bởi những người phản đối kết quả cuộc bầu cử vừa qua. Sau khi Giáo chủ Khamenei loan báo việc chính thức công nhận Ahmadinejad là tổng thống nhiệm kỳ hai, ông đã không để cho Ahmadinejad hôn lên hai bên má như lệ thường mà chỉ cho hôn lên vai, một điều giới quan sát cho là chỉ dấu của sự xa cách mà giáo chủ Khamenei muốn đưa ra. Cuộc gặp gỡ này để chuẩn bị cho việc Ahmadinejad tuyên thệ nhậm chức trước nghị viện vào ngày 5 tháng 8, nơi nhiều nhà lập pháp có tinh thần cải cách đã lên tiếng bày tỏ sự nghi ngờ về kết quả của cuộc bầu cử ngày 12 tháng 6.
Buổi lễ chứng nhận của Giáo chủ Khamenei cho thấy rõ ràng sự chia rẽ chính trị trầm trọng mà Ahmadinejad và những người ủng hộ ông phải đối phó trong thành phần giáo sĩ lãnh đạo Iran. Buổi lễ bị sự tẩy chay của hai cựu Tổng thống - Akbar Hashemi Rafsanjani và Mohammad Khatami - cũng như hai ứng cử viên có khuynh hướng cải cách là Mir Hossein Mousavi và Mahdi Karroubi, theo nguồn tin từ cơ quan truyền thông nhà nước Iran. Các đài truyền hình chính ở Iran không trực tiếp truyền hình buổi lễ trong một nỗ lực rõ ràng là để dân chúng trong nước không nhìn thấy sự tẩy chay. Tuy nhiên các chương trình ngoại ngữ lại chiếu nhiều hình ảnh của Khamenei và Ahamadinejad, có lẽ để chứng tỏ sự đoàn kết đối với quốc tế.
Khamenei gọi cuộc bầu cử ngày 12 tháng 6 là một "trang vàng" trong lịch sử chính trị Iran và cũng là "cuộc bỏ phiếu chống sự xấc láo và là sự kháng cự can đảm chống lại thành phần quốc tế muốn tìm cách thống trị," ám chỉ Hoa Kỳ và đồng minh. Cùng lúc, có hơn 100 người, kể cả nhiều nhân vật chính trị nổi tiếng có khuynh hướng cải cách, bị đem ra xử vì bị coi đã ủng hộ các cuộc bạo động sau ngày bầu cử.

## Tuyên thệ nhậm chức trong tình hình bất ổn
Ngày 5 tháng 8 năm 2009, Ahmadinejad tuyên thệ nhậm chức tổng thống Iran nhiệm kỳ nhì trong khi lực lượng an ninh giao tranh với hàng trăm người biểu tình trên đường phố, hô khẩu hiệu tiêu diệt độc tài ở khu vực quanh nghị viện nơi buổi lễ được tổ chức. Các nhà lãnh đạo phía đối lập, các nghị viên có khuynh hướng ôn hòa và cả ba ứng viên từng ra tranh cử chống Ahmadinejad đều tẩy chay buổi lễ tuyên thệ. Theo đài truyền hình nhà nước Press TV, hơn 5.000 nhân viên an ninh đã được bố trí trên các ngả đường dẫn đến nghị viện và cảnh sát với chó đánh hơi chất nổ tuần tiễu khu vực sau khi phía đối lập kêu gọi biểu tình trong thời gian tổ chức lễ tuyên thệ.
Buổi lễ đánh dấu gần hai tháng có tình trạng bất ổn chính trị trầm trọng nhất ở Iran kể từ cuộc cách mạng năm 1979. Phía đối lập đã mở ra các cuộc biểu tình rầm rộ trên đường phố và cuộc khủng hoảng cũng tạo sự chia rẽ trong hàng ngũ các giáo sĩ lãnh đạo Iran. Ngay cả những thành phần bảo thủ từ phía Ahmadinejad cũng mạnh mẽ chỉ trích chính quyền vì đã mạnh mẽ đàn áp phía đối lập.
Trong bài diễn văn nhậm chức, Ahmadinejad có vẻ giảm bớt phần nào luận điệu hung hăng và nhấn mạnh đến nỗ lực cải thiện tình hình kinh tế trong thời gian tới. Ông cũng đòi hỏi Iran phải có chỗ đứng ngang bằng với các cường quốc khác trên thế giới và lên án sự can dự của quốc tế vào nội tình Iran. Chính quyền Teheran đã cáo buộc là Hoa Kỳ cùng các quốc gia Tây Phương ủng hộ các cuộc biểu tình trên đường phố. Chủ tịch Nghị viện Ali Larijani nói khoảng 273 trong số 290 nghị viên hiện diện trong buổi lễ. Tuy nhiên một trang web của phía đối lập tại nghị viện nói rằng 53 nghị viên đã không đến dự và một số đã bước ra khi Ahmadinejad bắt đầu bài diễn văn.

## Thanh trừng cơ quan an ninh
Ahmadinezad đã giải nhiệm ít nhất 4 viên chức cao cấp thuộc Bộ Tình báo trong một cuộc thanh trừng nhắm vào các giới chức không đồng ý về việc đàn áp thành phần đối lập sau cuộc bầu cử tổng thống gây nhiều tranh cãi, theo các nghị viên và giới truyền thông ngày 10/8/2009. Những thay đổi này diễn ra sau khi Ahmadinezad bãi chức bộ trưởng Tình báo, Gholam Hossein Mohseni Ejehi, hồi cuối tháng 7/2009, đánh dấu sự củng cố quyền hành của tổng thống tại cơ quan nhiều thế lực này. Ahmadinezad đã kiêm nhiệm luôn Bộ Tình báo trong khi chờ đợi chính phủ mới được thành lập.
Ahmad Avai, một nghị viên có khuynh hướng bảo thủ, đã cáo buộc Ahmadinezad là "ơn đền oán trả" với những người bị coi là không trung thành với ông ta. Một số tờ báo ở Tehran ngày 10/8 trích thuật lời phát biểu của Avai nói Nghị viện đang tính đến việc điều tra những vụ giải nhiệm này. Lúc này, Iran có phiên xử chính trị lớn nhất từ nhiều thập niên qua, với khoảng 100 người bị cáo buộc tội âm mưu lật đổ nhà nước bằng một cuộc "cách mạng nhung", dùng các cuộc biểu tình rầm rộ lớn lao trên đường phố tiếp theo sau cuộc bầu cử ngày 12 tháng 6. Một số bị cáo nổi tiếng đã nhận tội trước ống kính truyền hình. Phía đối lập nói rằng những người này bị áp lực phải nhận tội.
Trong vụ thanh trừng, bốn phụ tá bộ trưởng Tình báo đã bị giải nhiệm vì họ không ủng hộ các tố giác của chính quyền Ahmadinezad rằng có một cuộc "cách mạng nhung," theo lời Hasan Younesi, con của cựu bộ trưởng tình báo Ali Younesi, nói trên trang web của ông ta. Ali Younesi giữ chức bộ trưởng trong chính quyền cải cách thời gian từ 1997 đến 2006 và cả ông lẫn người con trai đều giữ mối liên lạc chặt chẽ với những người trong ngành Tình báo. "Ahmadinezad coi như đã hoàn toàn kiểm soát cơ quan an ninh quan trọng nhất nước và bắt đầu giải quyết các oán thù cũ," theo lời Hasan Younesi.
Một số trang web khác, kể cả trang thân cận với phía Bảo Thủ, Khabronline, cũng tường thuật việc bãi nhiệm này. Hành động thanh trừng chắc chắn sẽ làm tăng thêm sự hiềm khích giữa Ahmadinezad và phía Bảo Thủ, với các lời tố cáo cho rằng ông ta duy trì quyền lực trong tay một nhóm nhỏ những người thân cận. Việc bãi chức ông Ejehi vào cuối tháng 7/2009 đã tạo ra phản ứng giận dữ từ phía Bảo Thủ. Ejehi bị bãi chức một phần vì đã chỉ trích quyết định của Ahmadinezad nhằm đề cử một phụ tá lên làm đệ nhất phó thủ tướng. Người này, ngoài việc là cha vợ của con trai Ahmadinezad, còn bị phản đối vì từng có lời lẽ thân thiện với Israel.